# Escut de Blanes
L'escut oficial de Blanes té el següent blasonament:
Escut caironat: de gules, una creu estreta d'argent. Per timbre una corona mural de vila.

## Història
Va ser aprovat l'1 d'octubre de 1993 i publicat al DOGC l'11 del mateix mes amb el número 1807.

Escut d'armes dels Blanes.

La creu d'argent sobre camper de gules són les armes dels Blanes, senyors de la vila, que pretenien ser descendents dels comtes i ducs de Savoia, els quals tenien el mateix escut d'armes.